# Zugverkehr unregelmäßig
Zugverkehr unregelmäßig ist ein deutscher Kriminalfilm der DEFA von Erich Freund aus dem Jahr 1951.

## Handlung
Der Film beginnt mit einem Rückblick, der den Beginn der Freundschaft zwischen dem Volkspolizisten Erich und dem Kraftfahrer Jochen dokumentiert. Jochen, der zufällig vorbeikommt, rettet dem Polizisten, der von Verbrechern angeschossen und in einen Kanal geworfen wird, das Leben.
Erich kümmert sich in der folgenden Zeit um die Belange seines neuen Freundes. Er besorgt ihm auch eine Stelle als Aufsichtsbeamter auf dem Bahnhof Börse der Berliner S-Bahn, die zur Deutschen Reichsbahn gehört. Die beiden wohnen sogar zusammen. Als eines Tages eine Dame aus Westberlin ihren Zug verpasst und sich bei Jochen darüber beschweren will, findet dieser Gefallen an der schönen Ellen. Ihr kommt wiederum der Gedanke, dass der Mann für die amerikanische Agentenorganisation, für die sie tätig ist, brauchbar sein kann und lässt, wie aus Versehen, ein Notizbuch mit ihrer Adresse fallen. Als Jochen ihr dieses in ihre Wohnung bringt, macht sie ihm, gemeinsam mit ihrem Chef, das Angebot, für diese Organisation kleinere Aufgaben, für gutes Geld, zu erledigen. Der Reichtum lockt, und auch Inge, einst Erichs Freundin, verlässt diesen für ein Leben mit Jochen. Noch ahnt sie nicht, worauf sie sich eingelassen hat. Er kündigt vor Übermut seine Arbeitsstelle bei der Reichsbahn, was seinen neuen Auftraggebern aber gar nicht so recht ist, denn seine Hauptaufgabe soll es sein, Sabotageakte auf die S-Bahn in Ostberlin durchzuführen. Erich, der ihn bei solch einer Aktion während eines nächtlichen Wachgangs erwischt, es aber nicht seinem Vorgesetzten meldet, erzählt Inge von seiner Beobachtung. Inge stellt daraufhin Jochen zur Rede und er verspricht ihr, diese gefährlichen Geschäfte aufzugeben. Aber auch Bettina, eine Freundin Inges erzählt ihr, dass sie Jochen mit einer schönen Frau in einer klaren Situation gesehen hat.
Jochens gute Vorsätze sind bald dahin, und er lässt sich von seinen „Kollegen“, mit mehreren Schnäpsen, zu einem weiteren großen Auftrag überreden. Um sich den Rausch auszuschlafen, legt er sich in seiner Wohnung noch einmal hin, nicht ohne zuvor den Wecker zu stellen. Inge, die ihn vorher nach Geld gefragt hat, was er verneinte, findet in seiner Brieftasche mehrere größere Geldscheine und einen Brief mit Ellens Schrift. Mit diesem Brief geht sie zu Erich, denn auf der Rückseite befindet sich eine detaillierte Zeichnung für den geplanten Anschlag auf die S-Bahn an der Museumsinsel. Dank ihrer Information kann die Volkspolizei den geplanten Anschlag verhindern, die Saboteure werden festgenommen, Jochen kommt dabei ums Leben.

## Produktion

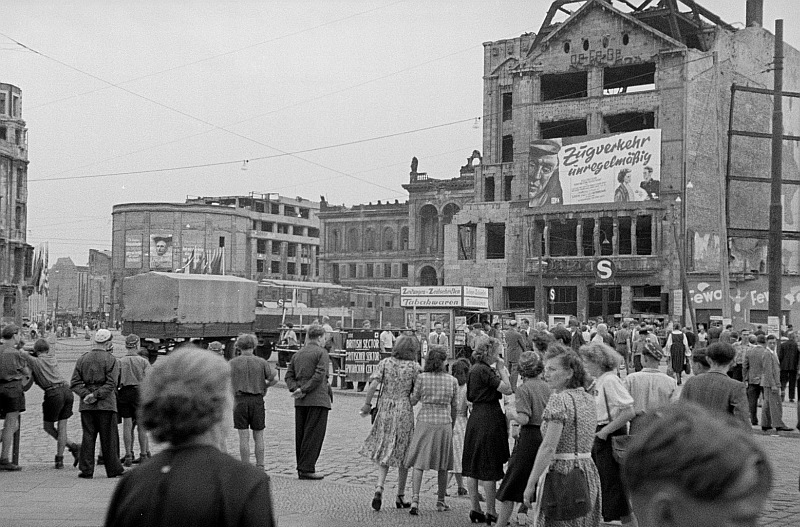
Plakatwerbung für den Film Zugverkehr unregelmäßig am schwerbeschädigten Pschorrhaus 1951

Der Film entstand im Atelier Berlin-Johannisthal sowie an Bahnhöfen der Berliner S-Bahn. Die Bauten schufen Willy Schiller und Artur Schwarz, Produktionsleiter war Richard Brandt.
Zugverkehr unregelmäßig hatte am 27. Juli 1951 im Berliner DEFA-Filmtheater in der Kastanienallee sowie im Filmtheater am Friedrichshain (Berlin) Premiere.
Während der Weltjugendspiele Anfang August 1951 wurde auf einem großen Plakat an der Frontseite der Ruine des Pschorrhauses am Potsdamer Platz für den Film geworben.
Der Film hatte vor dem Hintergrund der geteilten Stadt Berlin ein deutlich pädagogisch-politisches Anliegen.

## Kritik
Lothar Kusche fand in der Berliner Zeitung, dass der Film einerseits am Redebazillus krankt, andererseits am Zufallsbazillus, so dass es nicht gelingt, bis zum Wesentlichen in der künstlerischen Gestaltung, also zum Typischen, vorzudringen.
Der Volkskorrespondent Lothar Künzel schrieb in der Neuen Filmwelt: „Das Thema ist wirklichkeitsnah, und der Film unterstreicht auch darüber hinaus die grosse Bedeutung unserer erhöhten Wachsamkeit gegenüber den Feinden unseres Volkes“
Gerhard Rostin kam in der Neuen Zeit vom 21. Juli 1951 zu dem Schluss, dass das Drehbuch die größte Schwachstelle des Films ist.